# Нью-Плимут (Новая Зеландия)

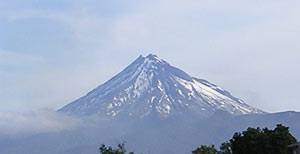
Вулкан Таранаки в окрестностях города

Нью-Пли́мут (англ. New Plymouth) — город и порт на западном побережье Острова Северный Новой Зеландии, центр района Таранаки (англ. Taranaki).
Название города на языке маори На Моту (маори Ngā motu).
Население города составляет 59 600 человек (по данным 2018 года, оценка), а население городской агломерации Нью-Плимута было 88 900 человек.
Первые европейские поселения на месте нынешнего города были основаны китобоями в 1841 году, это были одни из самых первых постоянных европейских поселений в Новой Зеландии.
Экономика города и региона традиционно базируется на сельском хозяйстве с особой значимостью скотоводства и молочного животноводства. Вторым по значимости сектором экономики в последние годы стала добыча нефти и газа с морского дна. В прилегающей к побережью акватории, располагаются единственные известные на сегодня промышленные месторождения этих ископаемых.
Порт города является единственным глубоководным портом на западном побережье Новой Зеландии. В городе расположен аэропорт, связывающий его с регулярными авиарейсами со всеми центрами страны.

## Достопримечательности

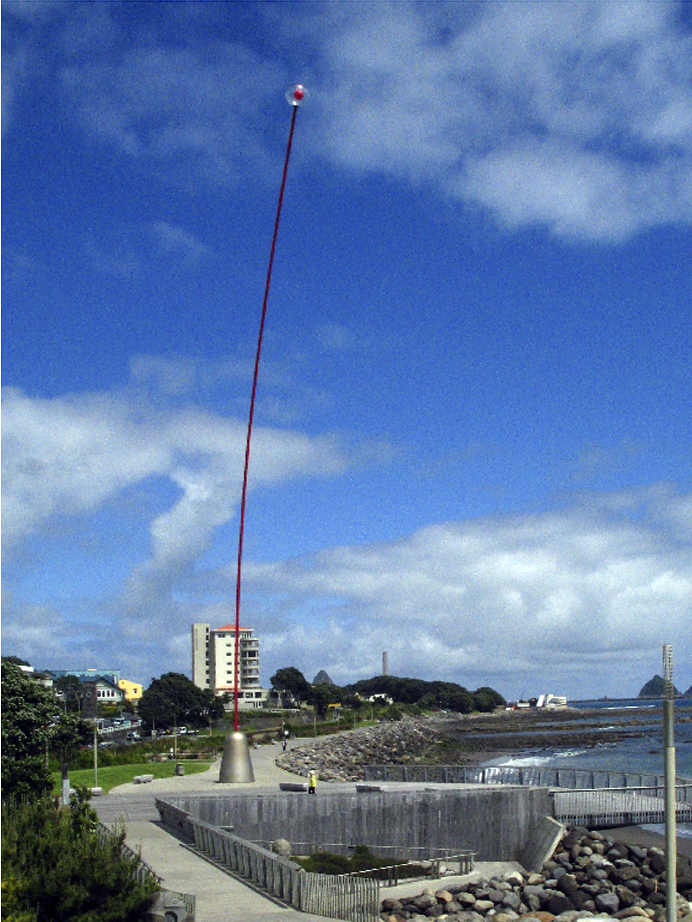
Жезл ветра
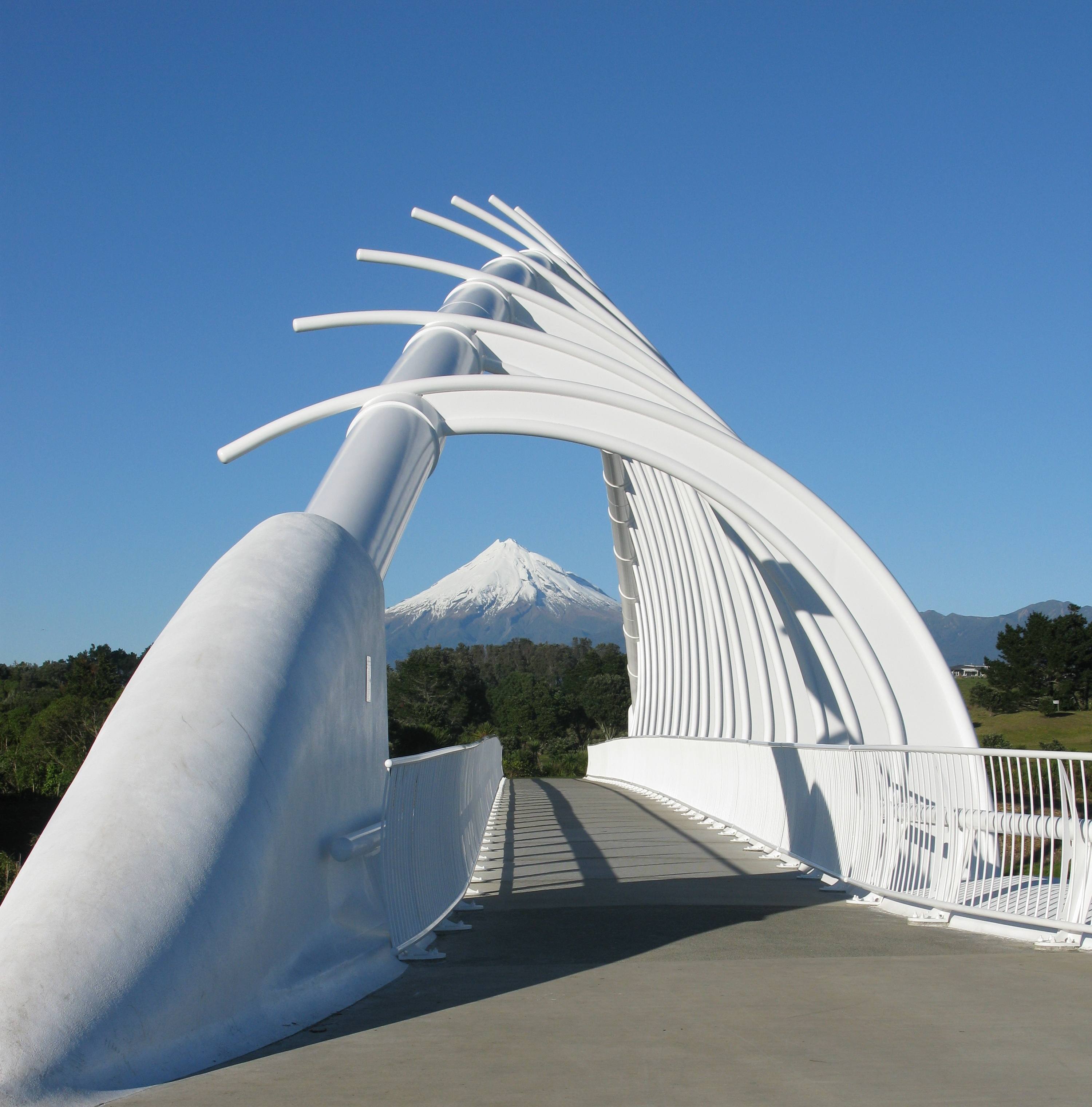
Мост Те-Рева-Рева